# Matevž Krumpeštar
Matevž Krumpeštar, född 23 december 1977, är en slovensk bågskytt. Han deltog vid olympiska sommarspelen 1996.